# Courtney Ford
Courtney Ford (Orange County, 27 juni 1978) is een Amerikaanse actrice.

## Carrière
Ford speelde gastrollen in onder meer How I Met Your Mother, Criminal Minds en Cold Case. In 2009 was ze te zien in het vierde seizoen van Dexter als Christine Hill, journaliste en dochter van de Trinity-killer. In 2011 speelde ze de rol van Portia Bellefleur in het vierde seizoen van True Blood. Datzelfde jaar had ze een eenmalige gastrol in  The Big Bang Theory. Ze sprak de stem in voor het personage Piper Wright in het computerspel Fallout 4.
Ford trouwde in 2007 met Brandon Routh. Samen kregen ze in 2012 hun eerste kind, een zoon.

## Filmografie
- South Park: "Tom's Rhinoplasty" (1998)
- Profiler: "Besieged" (2000)
- Moesha: "Saving Private Rita" (2001) als Rita
- Threat Matrix: "Cold Cash" (2003) als Staci
- Outside (2004) als Devi
- Just for Kicks: "Alexa in Charge" (2005)
- Denial (2006)
- Ugly Betty: "Fake Plastic Snow" (2006) als M.W.
- Monk: "Mr. Monk Gets Hypnotized" (2008) als Emily Carter
- Alien Raiders (2008) als Sterling
- Fling (2008) als Sam
- How I Met Your Mother: "The Naked Man" (2008) als Vicky
- Criminal Minds: "52 Pickup" (2008) als Austin
- Cold Case: "Breaking News" (2009) als Tory Roberts
- Dexter (2009) als Christine Hill (seizoen 4)
- Human Target: "Rewind" (2010) als Laura (seizoen 1, aflevering 2)
- Grey's Anatomy: "Perfect Little Accident" (2010) als Jill (seizoen 6, aflevering 16)
- NCIS: "Patriot Down" (2010) als Kaylen Burrows (seizoen 7, aflevering 23)
- The Vampire Diaries (2010) als Vanessa Monroe (seizoen 2, aflevering 3)
- True Blood (2011) als Portia Bellefleur (seizoen 4)
- The Big Bang Theory (2011) als Alice (seizoen 5)
- Sironia (2011) als Amanda
- DC's Legends of Tomorrow (2016) als Nora Darhk

- Library of Congress Control Number: no2010114061
- Virtual International Authority File: 125914317
- WorldCat: E39PBJf8qqfRVKpJxbwFDMrH4q